# 대원고속
대원고속(大元高速)은 대한민국 경기도 광주시를 근거지로 하는 버스 운수 회사로 광주시 소재 경기고속과 함께 KD운송그룹을 대표하는 회사며, 경기고속과 같이 고속버스 사업부, 공항버스 사업부, 시외버스 사업부, 시내버스 사업부, 농어촌버스 사업부, 전세버스 사업부 등으로 나뉘어 있다. 시내버스 사업부, 농어촌버스 사업부는 GBUS도색이 되어 있으며, 고속버스 사업부, 시외버스 사업부, 공항버스 사업부, 전세버스 사업부 등은 보라색 도색이 되어 있다.

## 연혁
- 1948년 5월 7일: 중앙여객 자동차주식회사 법인설립
- 1966년 4월 6일: 지입체제에서 준직영업체로 전환
- 1977년 2월 1일: 남일여객자동차주식회사로 상호변경(동양고속이 인수)
- 1984년 1월 28일: 대원여객주식회사가 인수하면서 현 경영진이 경영.
- 1984년 8월 15일: 대원여객운수주식회사로 상호변경
- 1993년 12월 1일: 고속버스 인가로 주식회사 대원고속으로 상호변경. 이로써 대원고속 시외버스 사업부가 신설되고 기존 대원여객운수는 대원고속 시내버스 사업부가 된다.
- 1996년 8월 23일: 전세버스 인가로 대원고속 시외버스 사업부에서 분리한 대원고속관광 (대원고속 관광버스 사업부)이 신설.
- 1997년 6월 30일: 공항버스 인가.
- 2003년 1월 1일: 내구연한이 충분한 시외사업부, 공항버스, 대원고속관광 소속 차량들에 한해 현 보라색 도색으로 변경.
- 2016년 8월 2일: 경기도 평택시 지산로 25에 위치한 주식회사 송탄터미널 합병.
- 2016년 9월: 전국고속버스운송사업조합 가입[1]
- 2018년 5월: 충남지역 시외버스 업체인 삼흥고속을 인수

## 현황
2021년 9월 기준이다.

### 시내버스
| 운행업체              | 보유 노선수 | 보유 노선수 | 보유 노선수 | 보유 노선수 | 보유 노선수 | 등록 대수 | 등록 대수 | 등록 대수 | 등록 대수 | 등록 대수 |
| --------------------- | ----------- | ----------- | ----------- | ----------- | ----------- | --------- | --------- | --------- | --------- | --------- |
| 운행업체              | 노선 합계   | 광역급행    | 직행좌석    | 일반좌석    | 시내일반    | 대수 합계 | 광역급행  | 직행좌석  | 일반좌석  | 시내일반  |
| 대원고속 (수원시)(KD) | 2           | -           | 2           | -           | -           | 21        | -         | 21        | -         | -         |
| 대원고속 (용인시)(KD) | 3           | -           | 3           | -           | -           | 45        | -         | 45        | -         | -         |
| 대원고속 (화성시)(KD) | 4           | -           | 4           | -           | -           | 39        | -         | 39        | -         | -         |
| 대원고속 (광주시)(KD) | 200         | 6           | 19          | 1           | 173         | 491       | 87        | 174       | 11        | 219       |
| 대원고속 (오산시)(KD) | 2           | -           | 2           | -           | -           | 23        | -         | 23        | -         | -         |
| 대원고속 (이천시)(KD) | 34          | -           | -           | -           | 34          | 19        | -         | -         | -         | 19        |
| 대원고속 (여주시)(KD) | 4           | -           | -           | -           | 4           | 4         | -         | -         | -         | 4         |

### 시외버스
| 운행업체 | 보유 노선수 | 보유 노선수 | 보유 노선수 | 등록 대수 | 등록 대수 | 등록 대수 | 등록 대수 |
| -------- | ----------- | ----------- | ----------- | --------- | --------- | --------- | --------- |
| 운행업체 | 노선 합계   | 시외버스    | 고속버스    | 대수 합계 | 시외버스  | 고속버스  |           |
| 대원고속 | 180         | 159         | 21          | 419       | 349       | 70        |           |

## 보유 차량

#### 자일대우버스
- 자일대우 레스타
- 자일대우 NEW BS090
- 자일대우 NEW BS106
- 자일대우 NEW BS110
- 자일대우 FXⅡ116 크루징 애로우
- 자일대우 FX116 하모니
- 자일대우 FXⅡ120 크루징 스타
- 자일대우 FX120 에이스

#### 현대자동차
- 현대 쏠라티
- 현대 카운티 뉴 브리즈
- 현대 그린시티
- 현대 일렉시티 더블데커
- 현대 유니버스 스페이스 엘레강스
- 현대 뉴 프리미엄 유니버스 스페이스 럭셔리
- 현대 뉴 프리미엄 유니버스 익스프레스 노블
- 현대 뉴 프리미엄 유니버스 프라임
- 현대 뉴 프리미엄 유니버스 노블
- 현대 뉴 프리미엄 유니버스 프레스티지 EX
- 현대 뉴 프리미엄 유니버스 엘레강스 FCEV

#### 기아
- 기아 뉴 그랜버드 파크웨이
- 기아 뉴 그랜버드 블루스카이

#### CHTC 킨윈
- CHTC 에픽타운
- CHTC 에픽시티 EV

#### 볼보버스
- 볼보 B8RLE

## 특이 사항
고속 부문에서 충북 면허를 갖고 있는 차량이 존재하게 된다. 그러나 이는 2002년, 방계회사였던 충주고속이 대충고속으로 이름이 변경되면서 신설된 면허였으나, 2007년에 대원고속으로 이름이 환원되고, 2011년 일반 차량 중 50% 차량이 노선 및 차량 트레이드로 처리되어 면허가 바뀌어 생긴 것이다.

## 본점 및 지점현황
- 본점(면허등록지): 경기도 광주시 광주대로 171 (송정동)
- 충주고속영업소: 충청북도 충주시 봉계1길 49 (칠금동)
- 장호원영업소: 경기도 이천시 장호원읍 샘재로 131
- 서울영업소(본사): 서울특별시 성동구 왕십리로 125 (성수동1가)
- 문경영업소: 경상북도 문경시 모전로 54 (모전동)
- 자동차종합정비업소: 경기도 광주시 광주대로 171 (송정동)
- 여주시외영업소: 경기도 여주시 세종로 77-1 (홍문동)
- 속초영업소: 강원특별자치도 속초시 미시령로2983번길 111 (장사동)
- 광주지점: 경기도 광주시 광주대로 171 (송정동)
- 모현사업소: 경기도 용인시 처인구 모현읍 포은대로896번길 42-3
- 폐차사업소: 충청북도 음성군 생극면 대금로 2034
- 광교CNG충전소: 경기도 수원시 영통구 광교호수로 250 (하동)
- 광주CNG충전소: 경기도 광주시 송정동 225-4
- 하남매표소: 경기도 하남시 창우로 146 (창우동)
- 장호원터미널: 경기도 이천시 장호원읍 샘재로 131
- 부천터미널: 경기도 부천시 원미구 송내대로 239 (상동)
- 이천CNG충전소: 경기도 이천시 이섭대천로 981-42 (율현동)
- 송탄터미널: 경기도 평택시 지산로 29 (지산동)
- 김포매표소: 경기도 김포시 북변동 271-12
- 동아방송대영업소: 경기도 안성시 삼죽면 동아예대길 47
- 동원대영업소: 경기도 광주시 곤지암읍 경충대로 26
- 여주영업소: 경기도 여주시 영릉로 35-24 (창동)
- 용인시내영업소: 경기도 용인시 처인구 포곡읍 석성로850번길 11
- 용인CNG충전소: 경기도 용인시 처인구 포곡읍 석성로850번길 1
- 수원터미널: 경기도 수원시 권선구 경수대로 270 (권선동)

## 사진

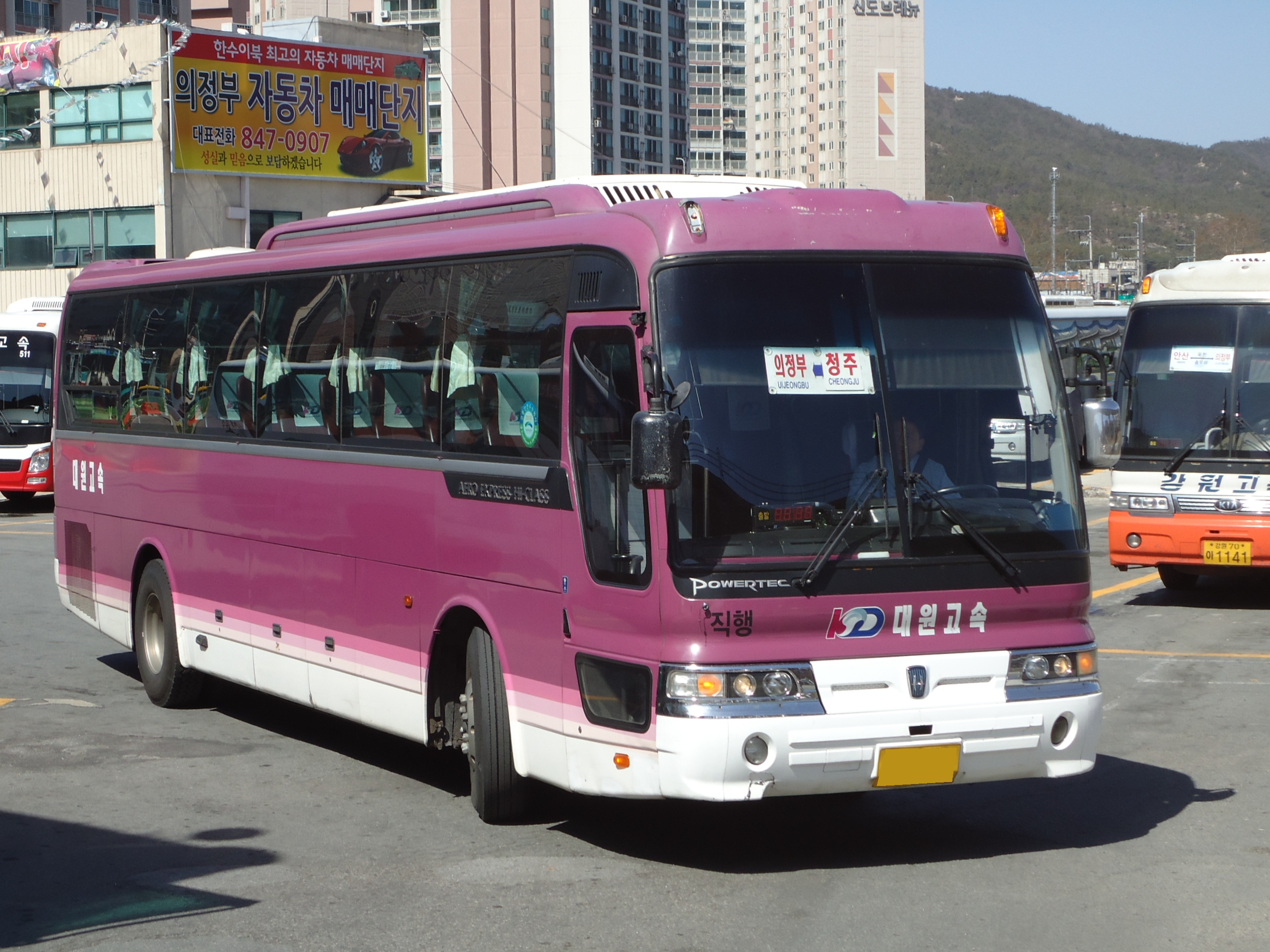
뉴 에어로 익스프레스 하이 클래스 의정부 - 청주 시외버스 (대차 전)
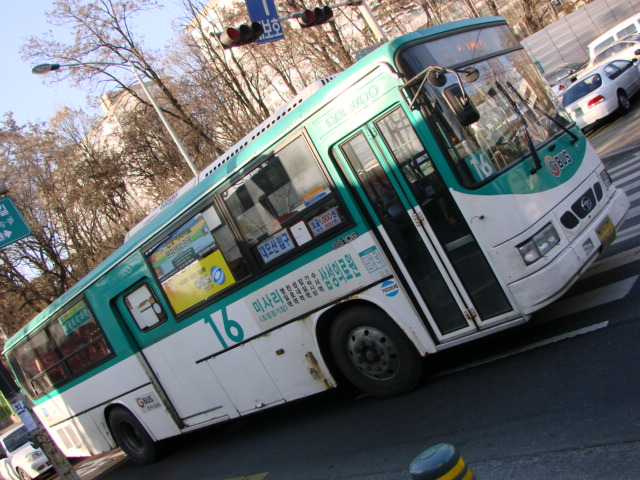
광주시내버스 16번 (서울, 하남) (대차 전)
대원고속 고양 - 경주 / 포항 시외버스 (대차 전)
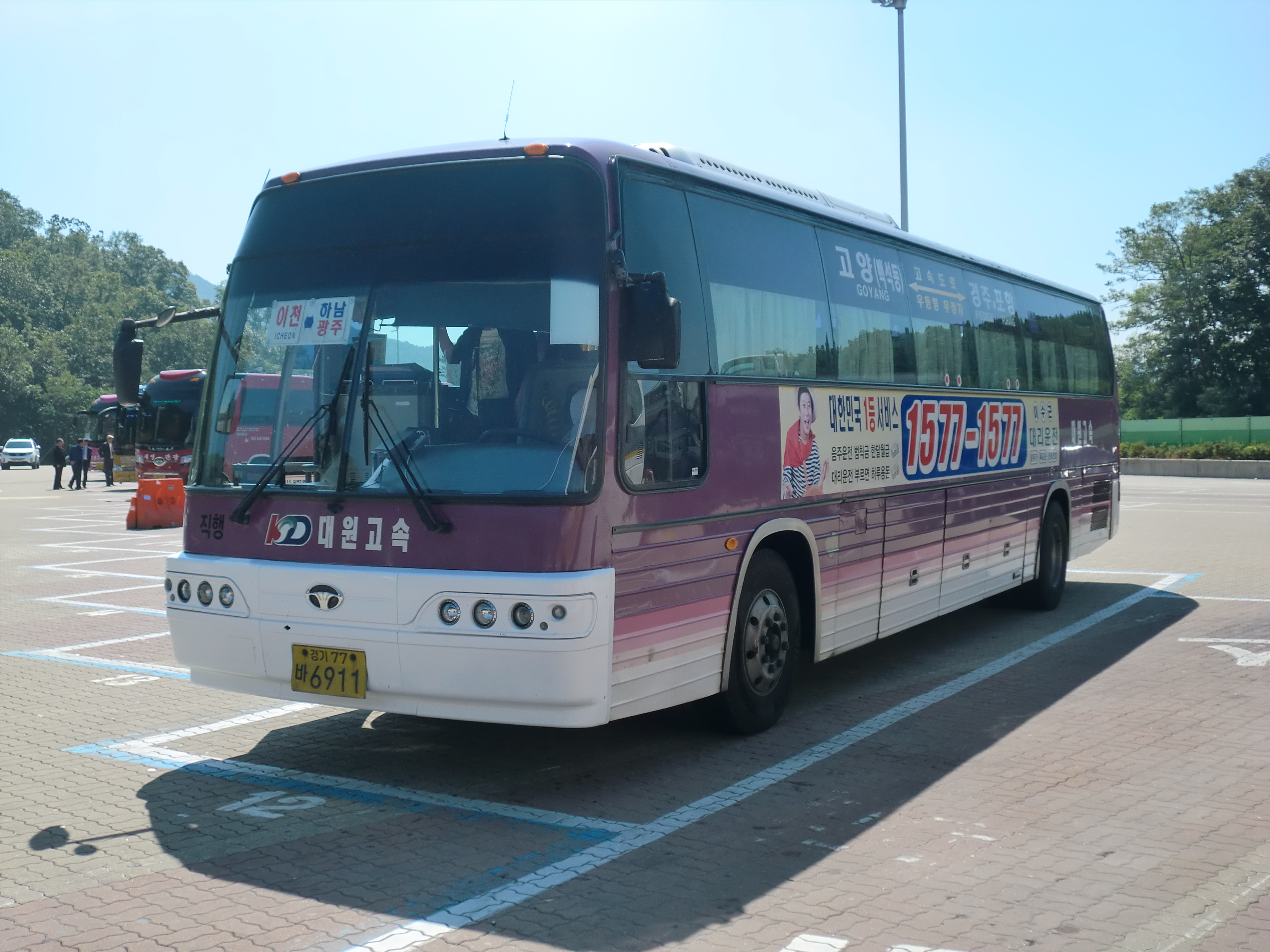
대원고속 시외버스 고양 - 경주 / 포항 시외버스 (대차 전)
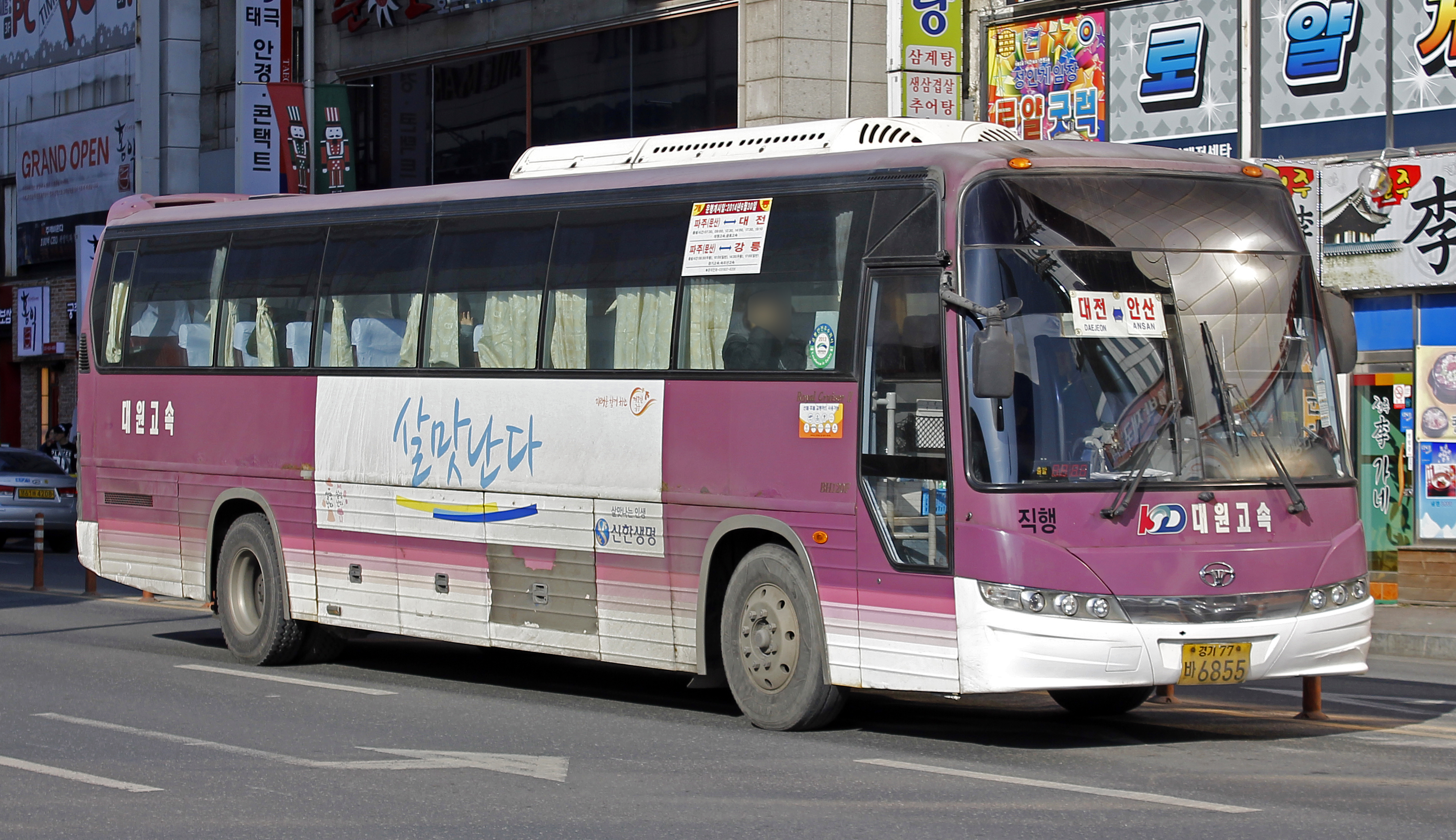
대원고속 안산 - 대전 시외버스
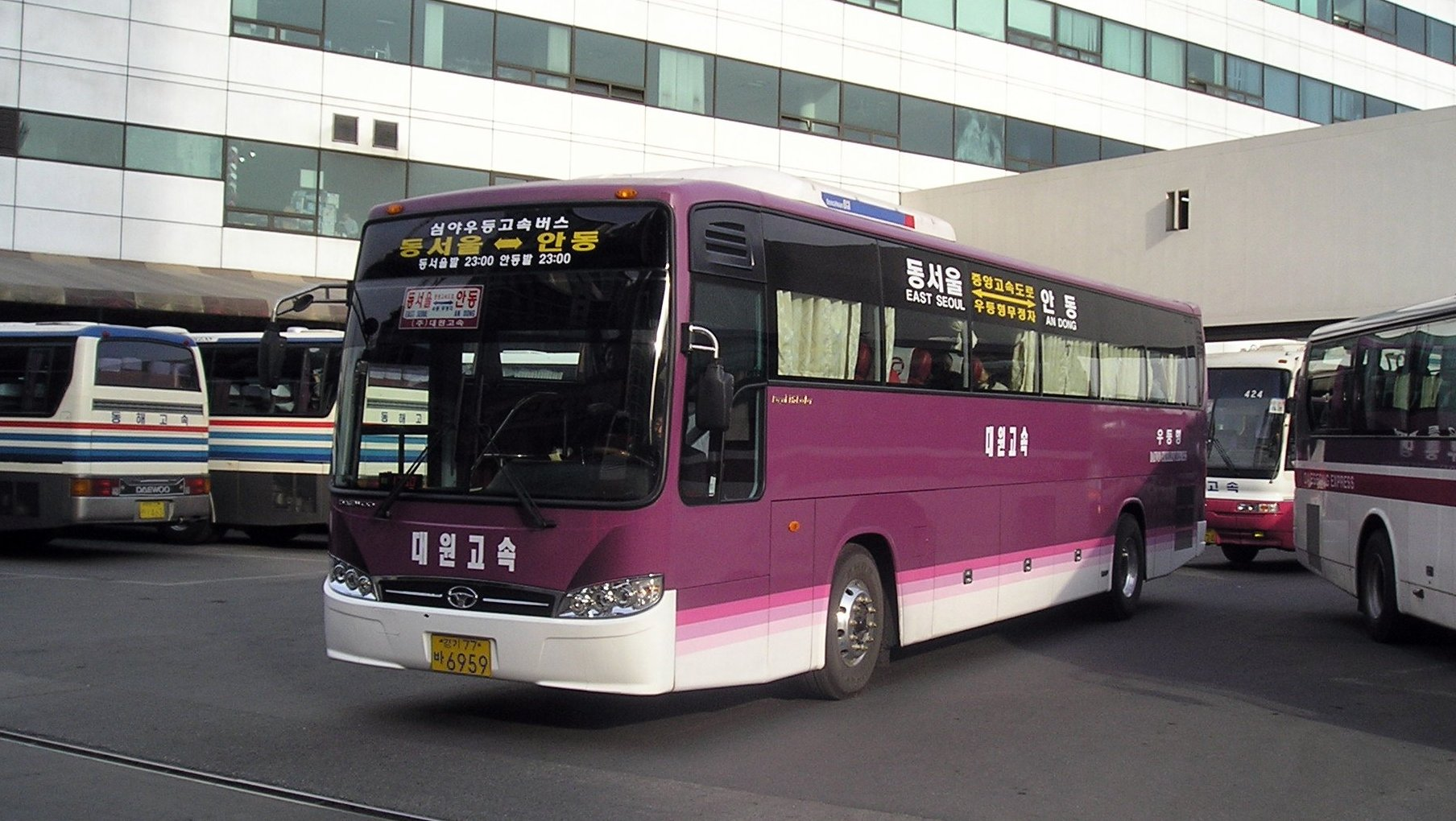
대원고속 시외버스 동서울 - 안동 시외버스 (대차 전)
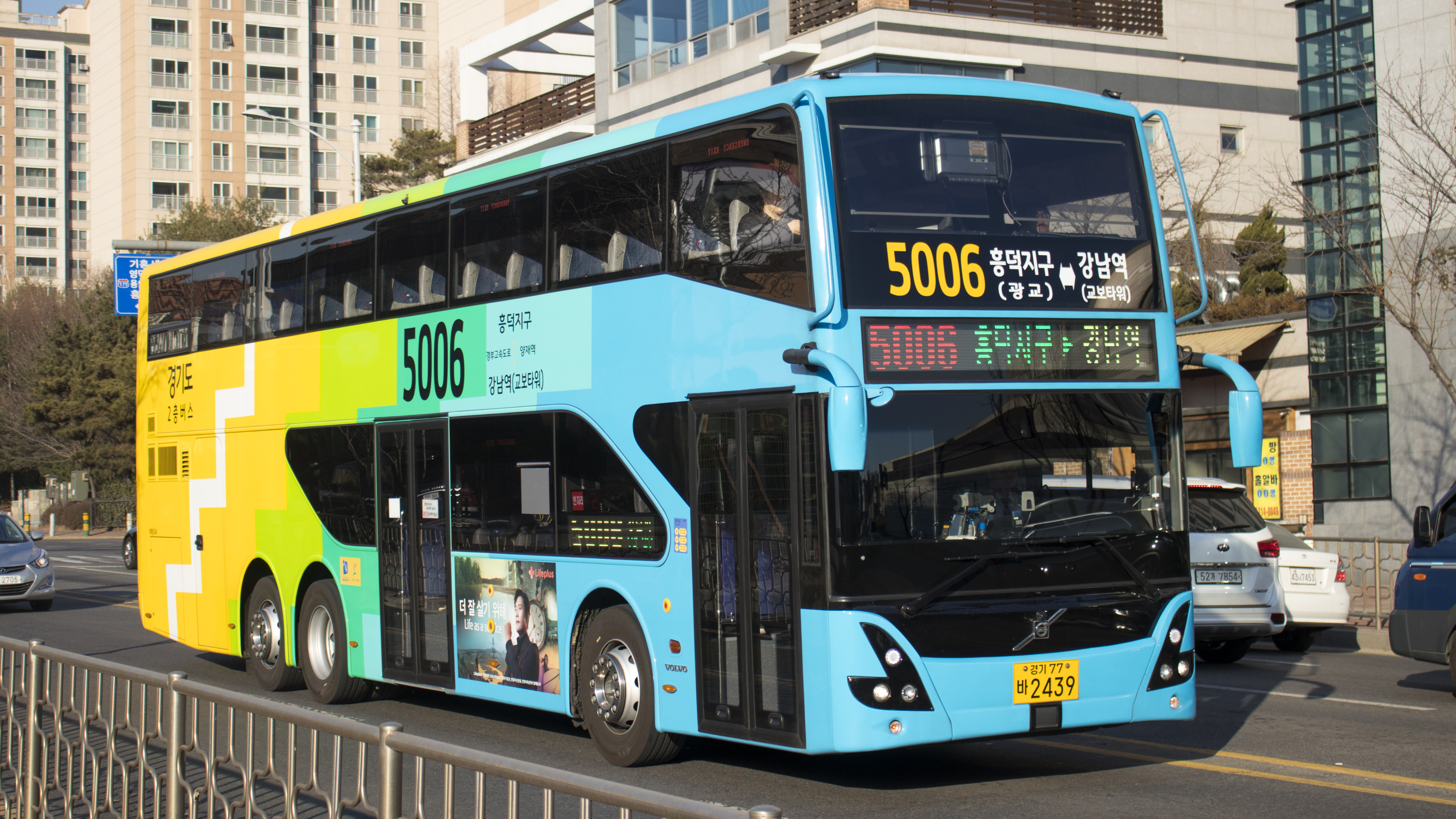
광주시내버스 5006번 (2층버스)
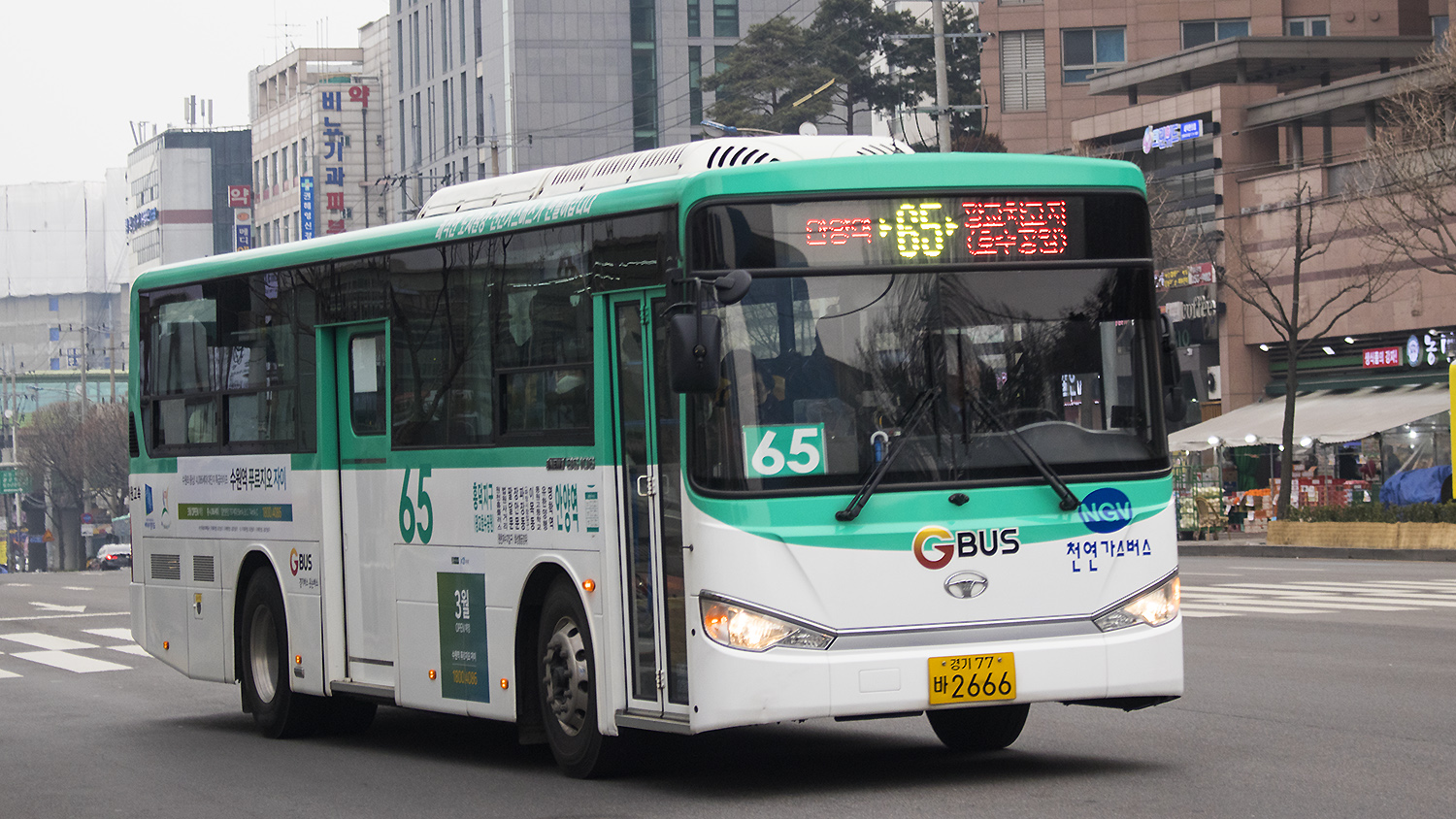
광주시내버스 65번
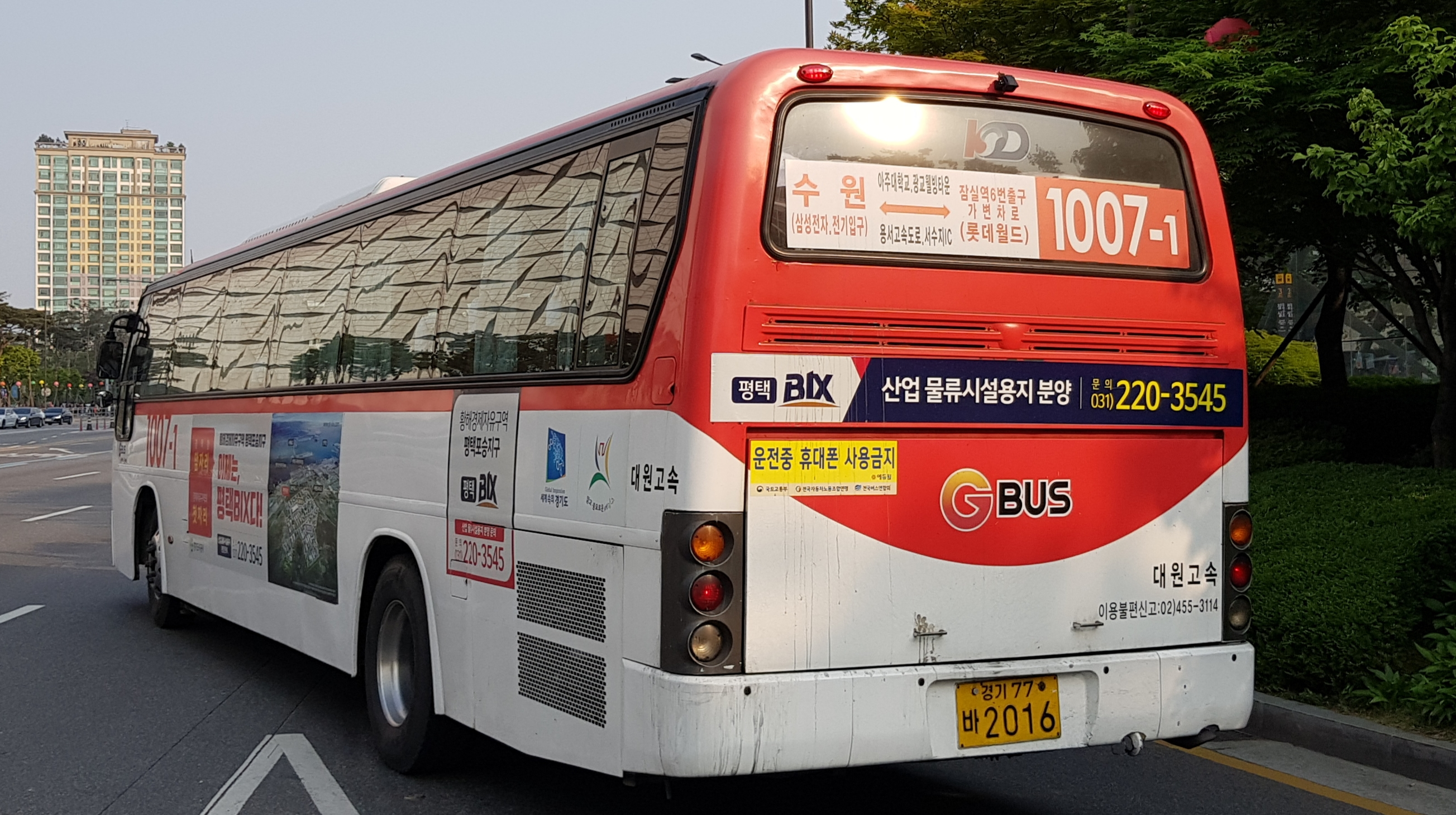
광주시내버스 1007-1번 (수원, 용인, 성남, 서울)
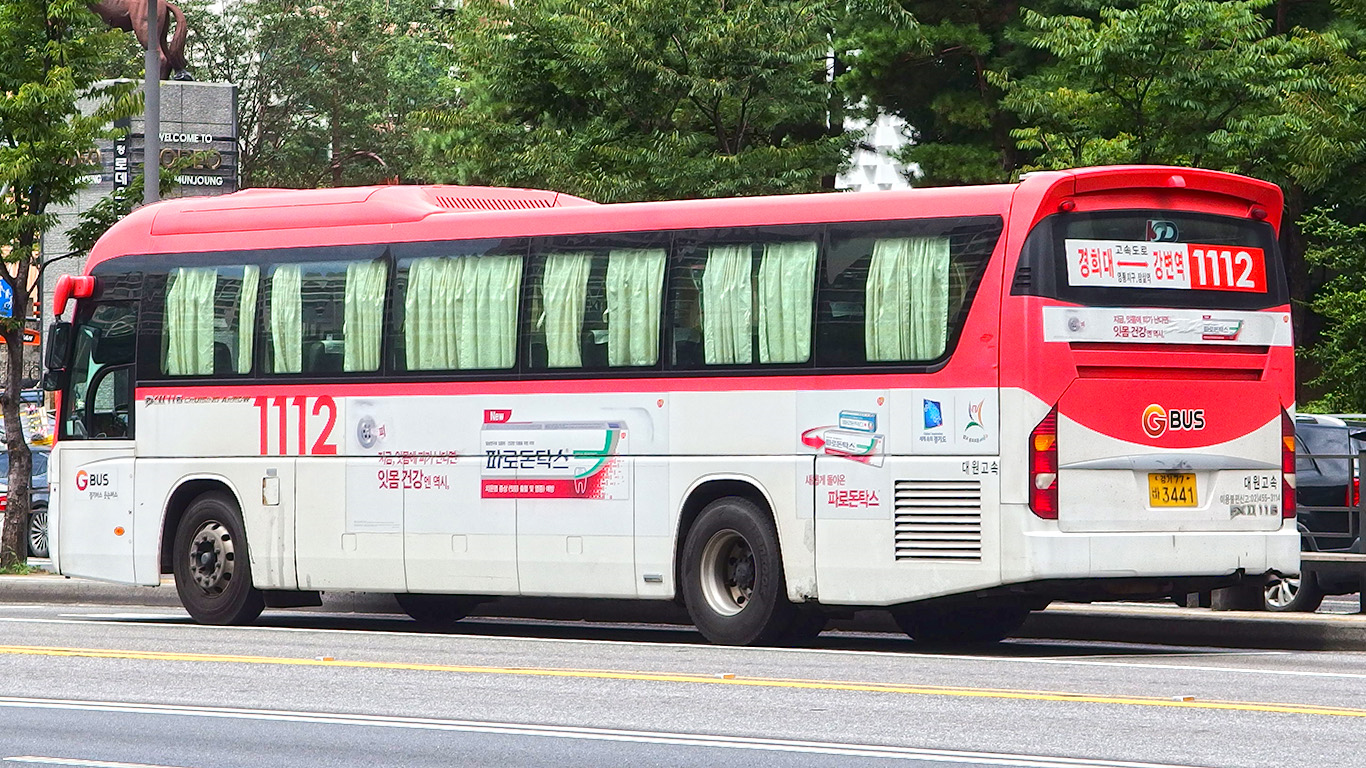
광주시내버스 1112번 (용인, 수원, 서울)
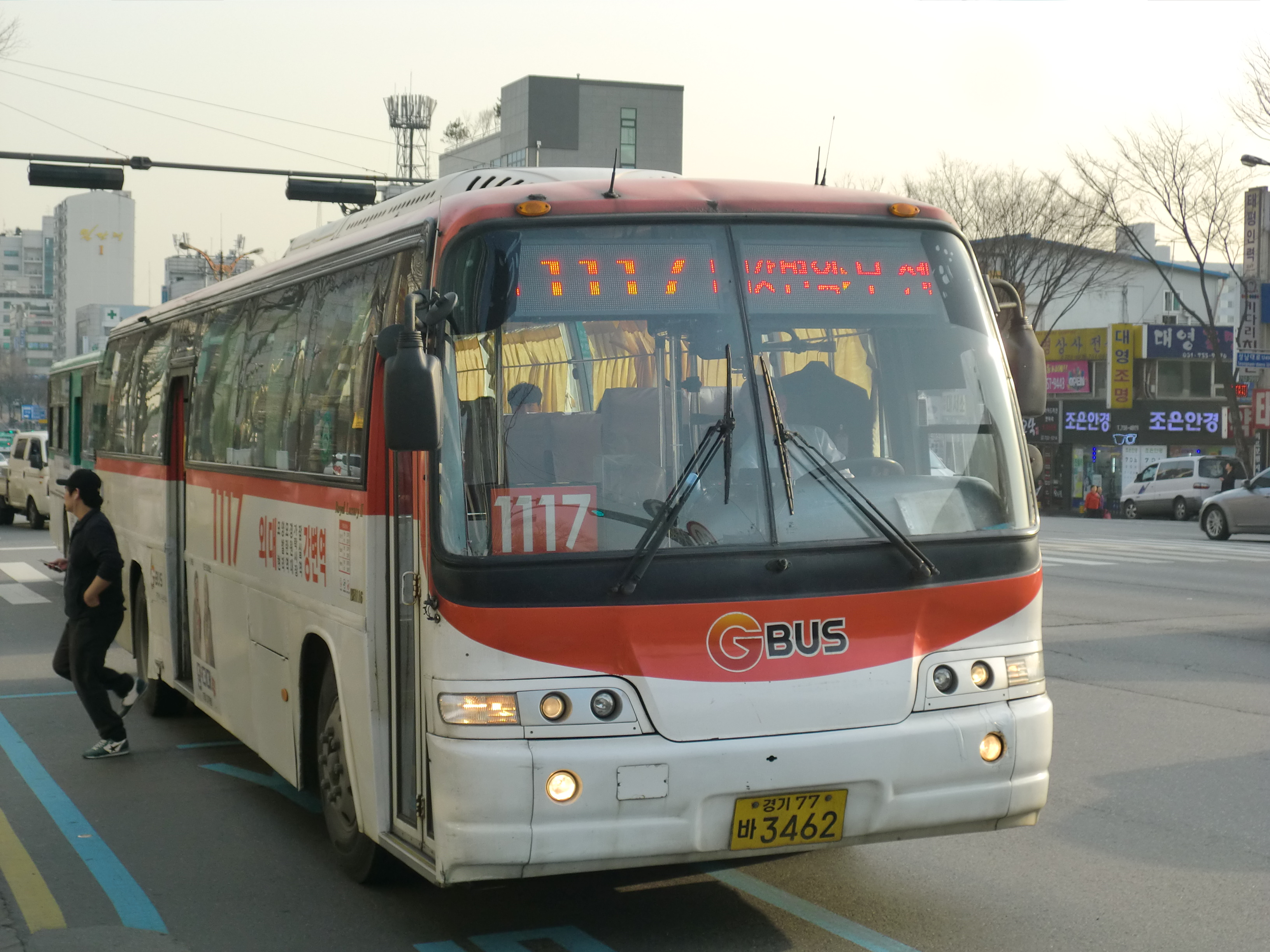
광주시내버스 1117번 (서울, 용인, 성남, 광주) (대차 전)
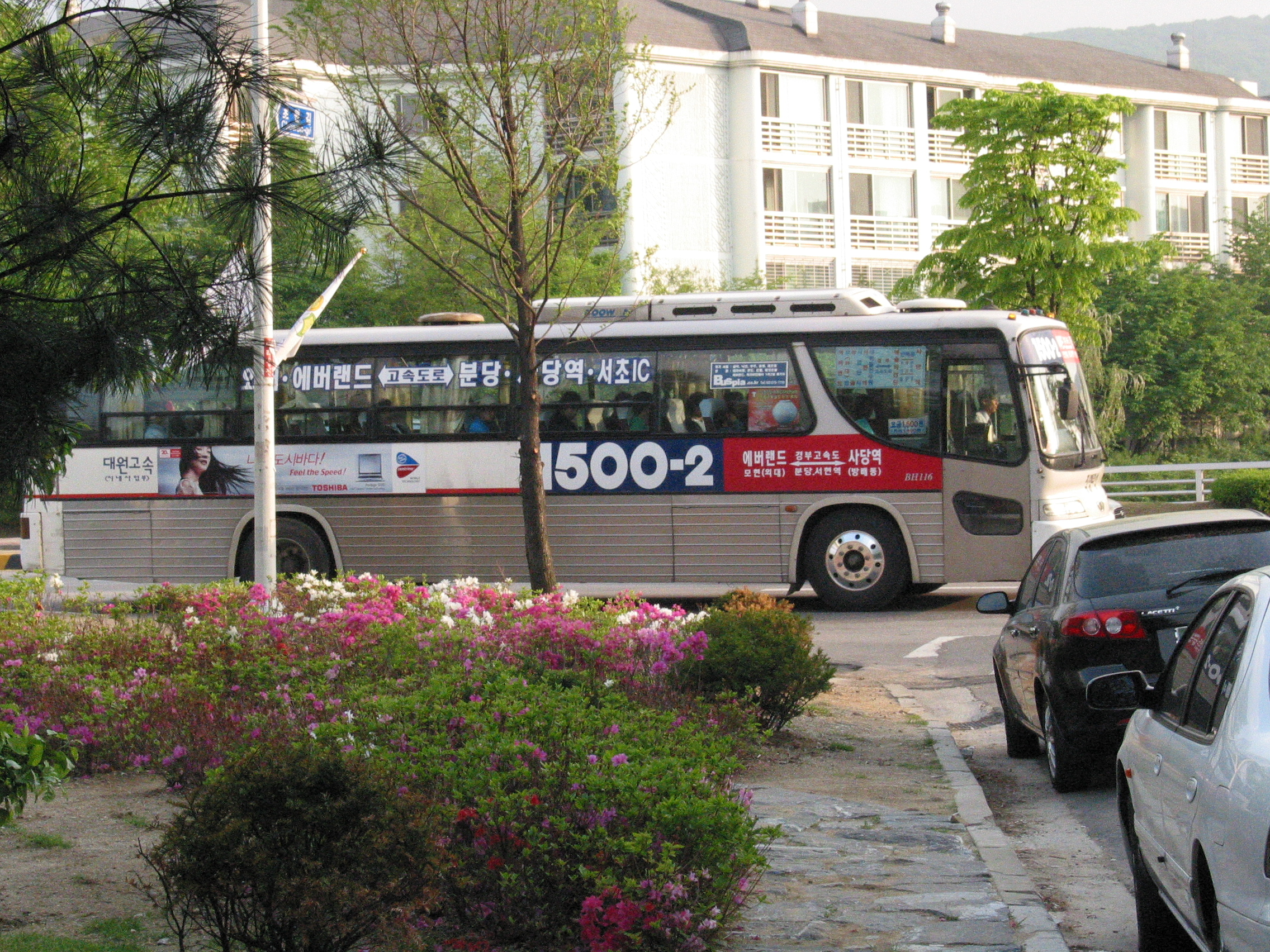
광주시내버스 1500-2번 (서울, 용인, 성남, 광주) (대차 전)
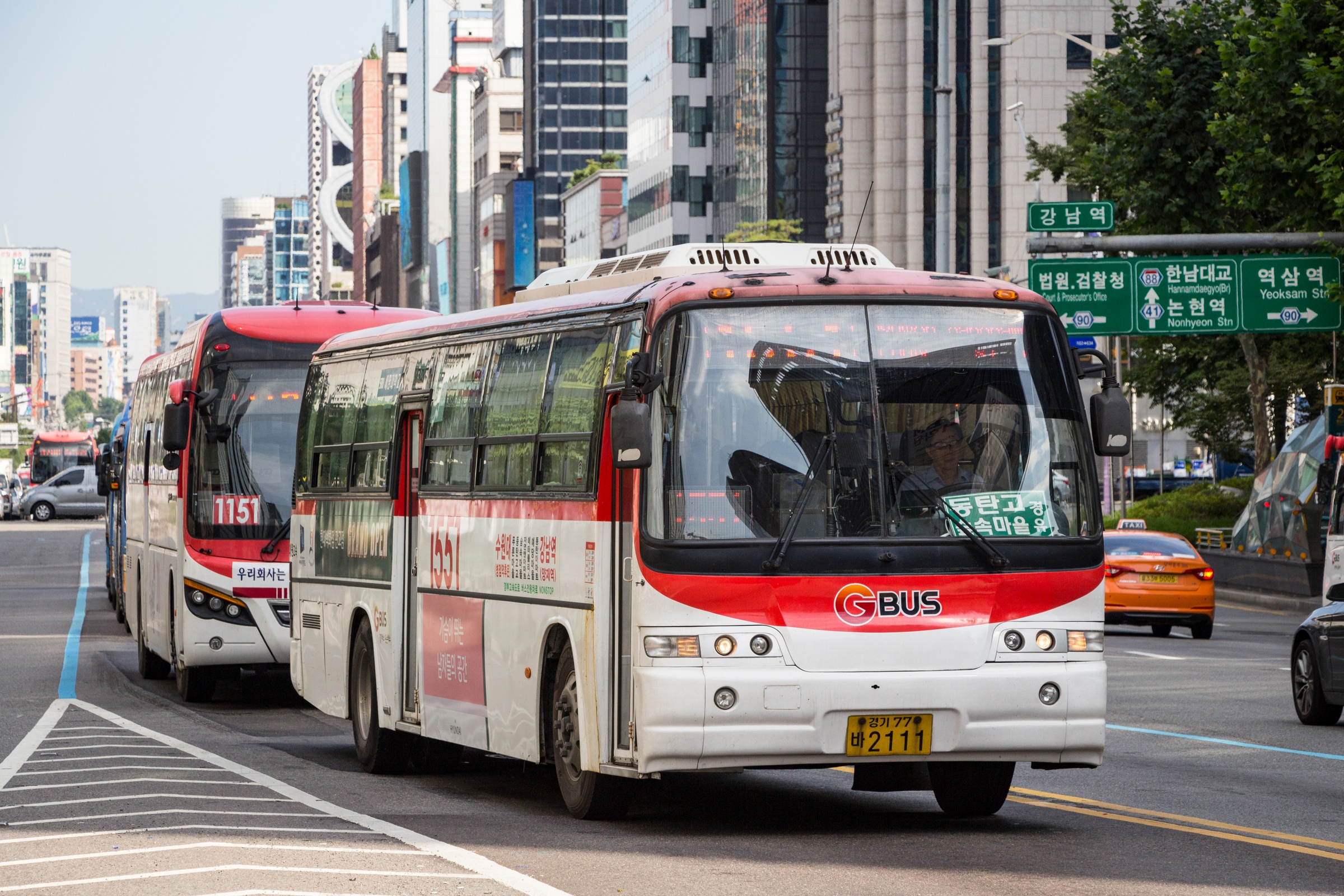
광주시내버스 1551번 (서울, 화성) (대차 전)
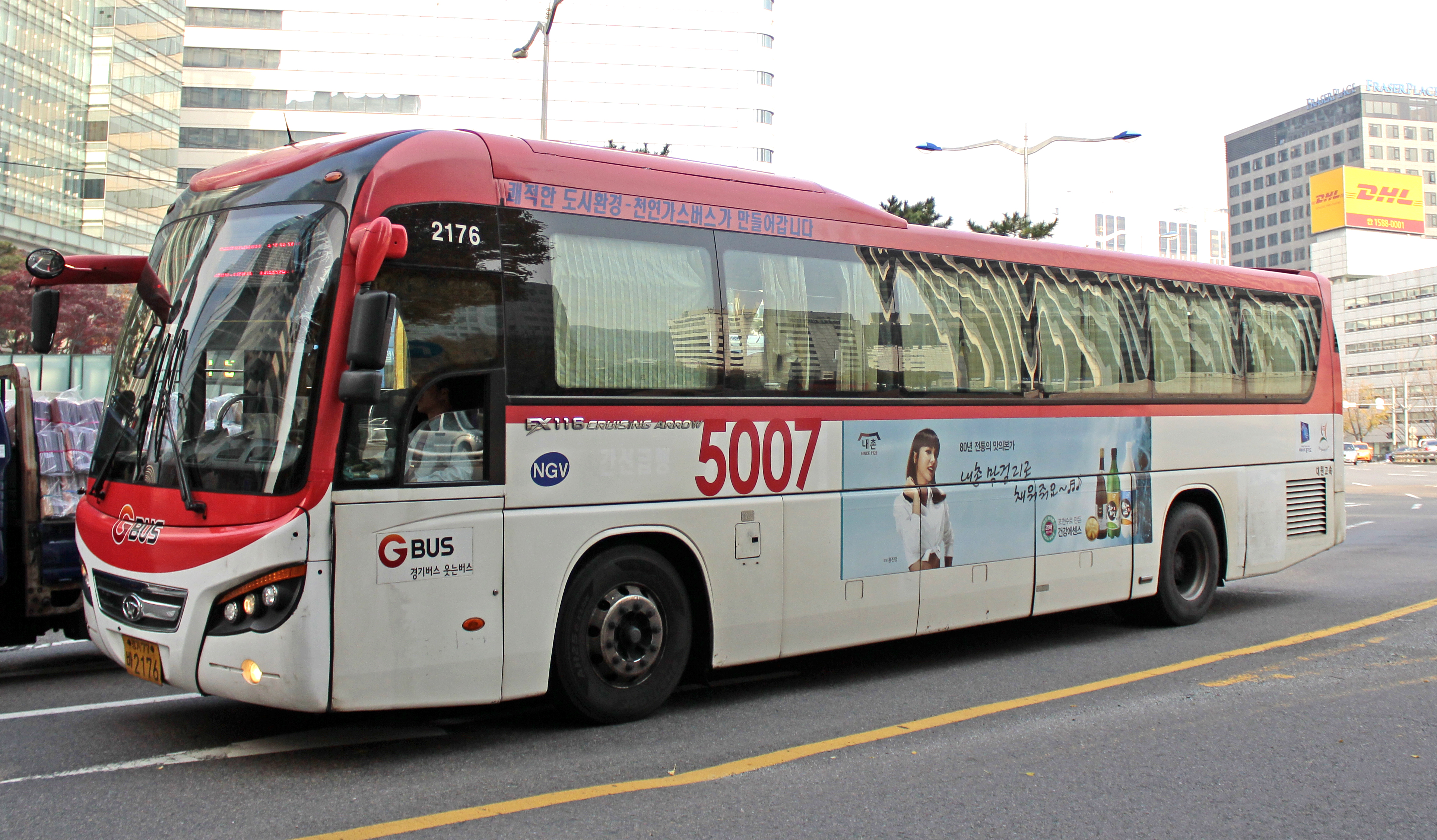
광주시내버스 5007번 (수원, 용인, 서울)
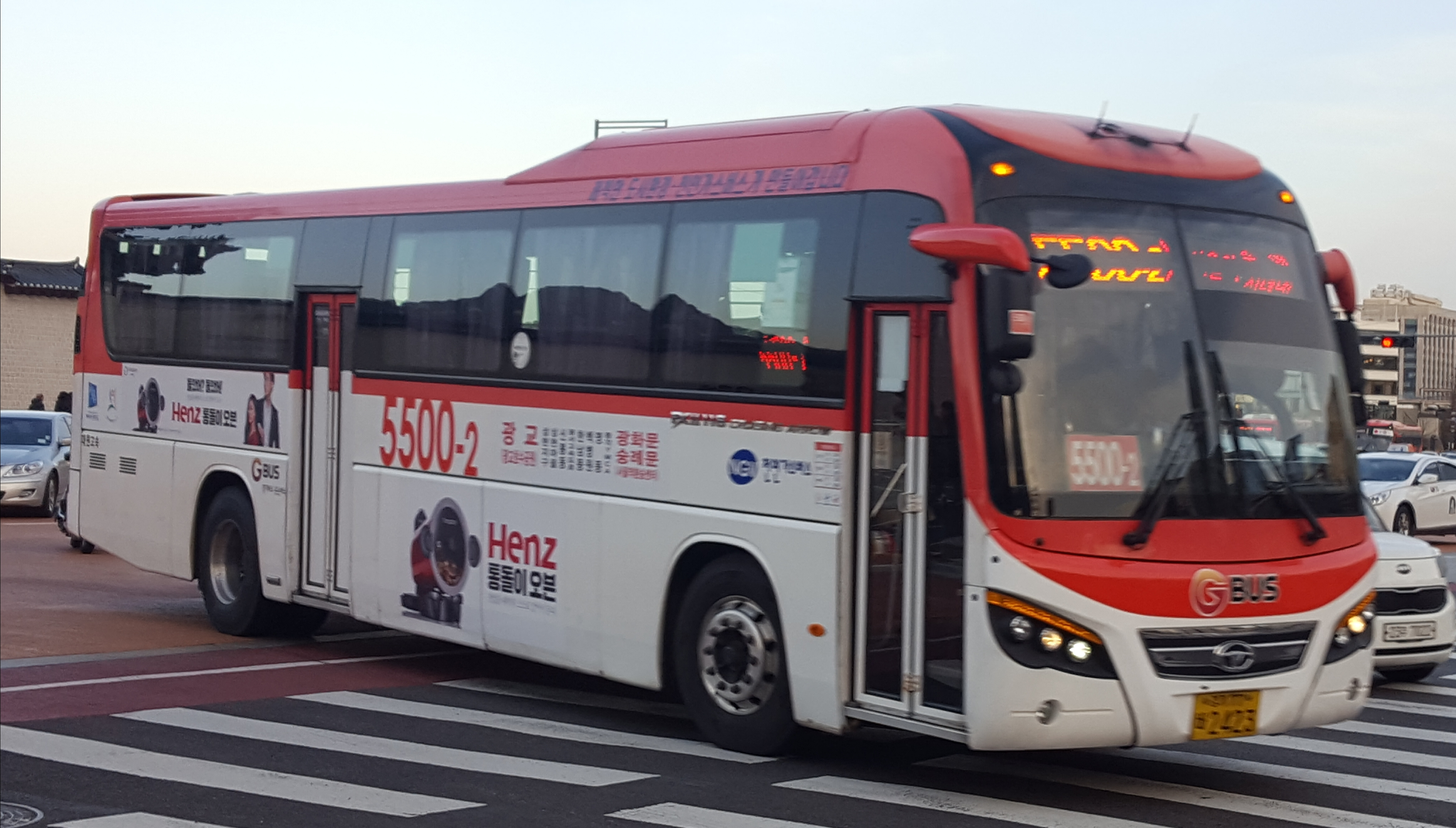
광주시내버스 5500-2번 (수원, 용인, 서울)
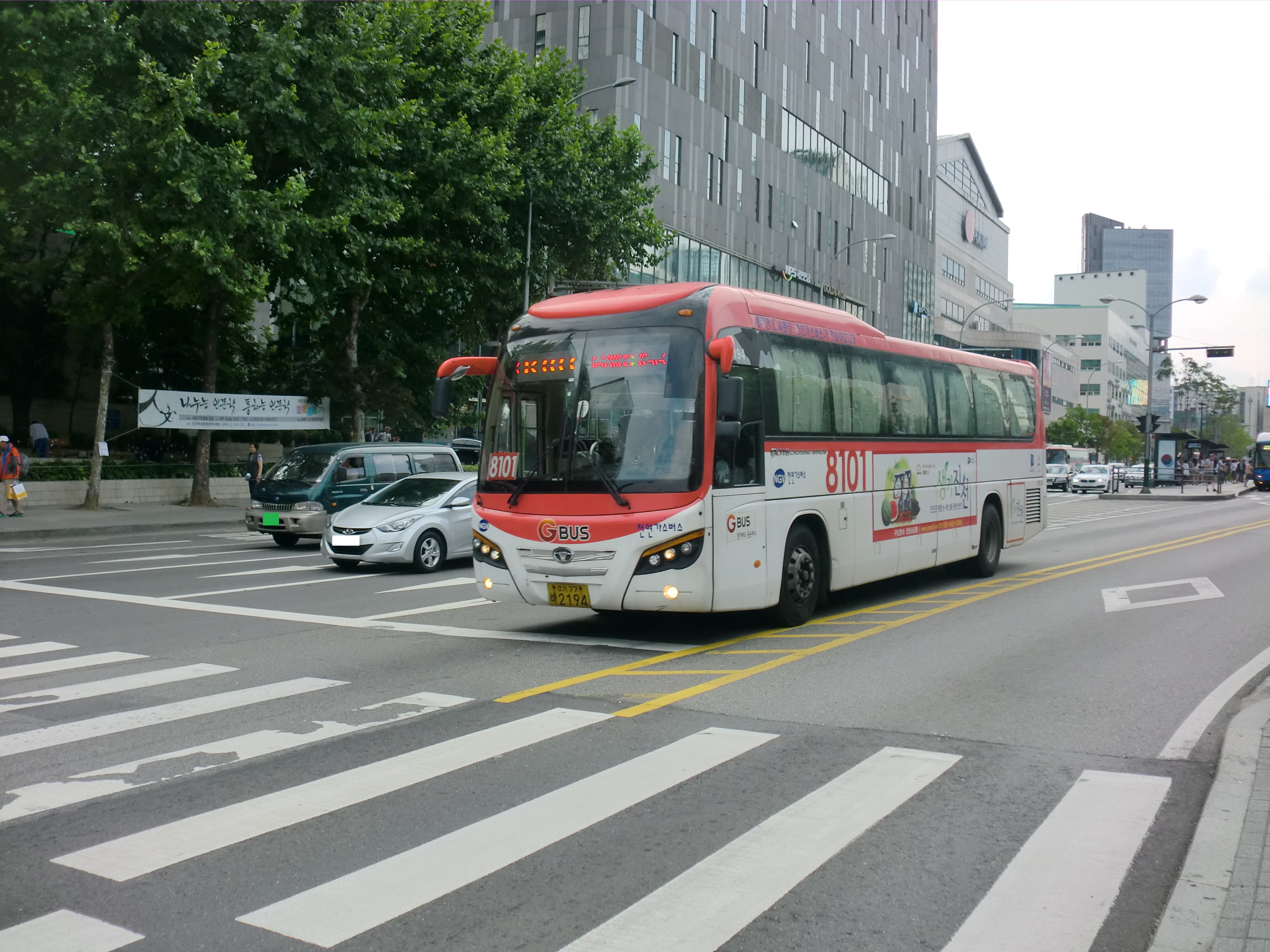
광주시내버스 8101번 (서울, 용인, 성남)
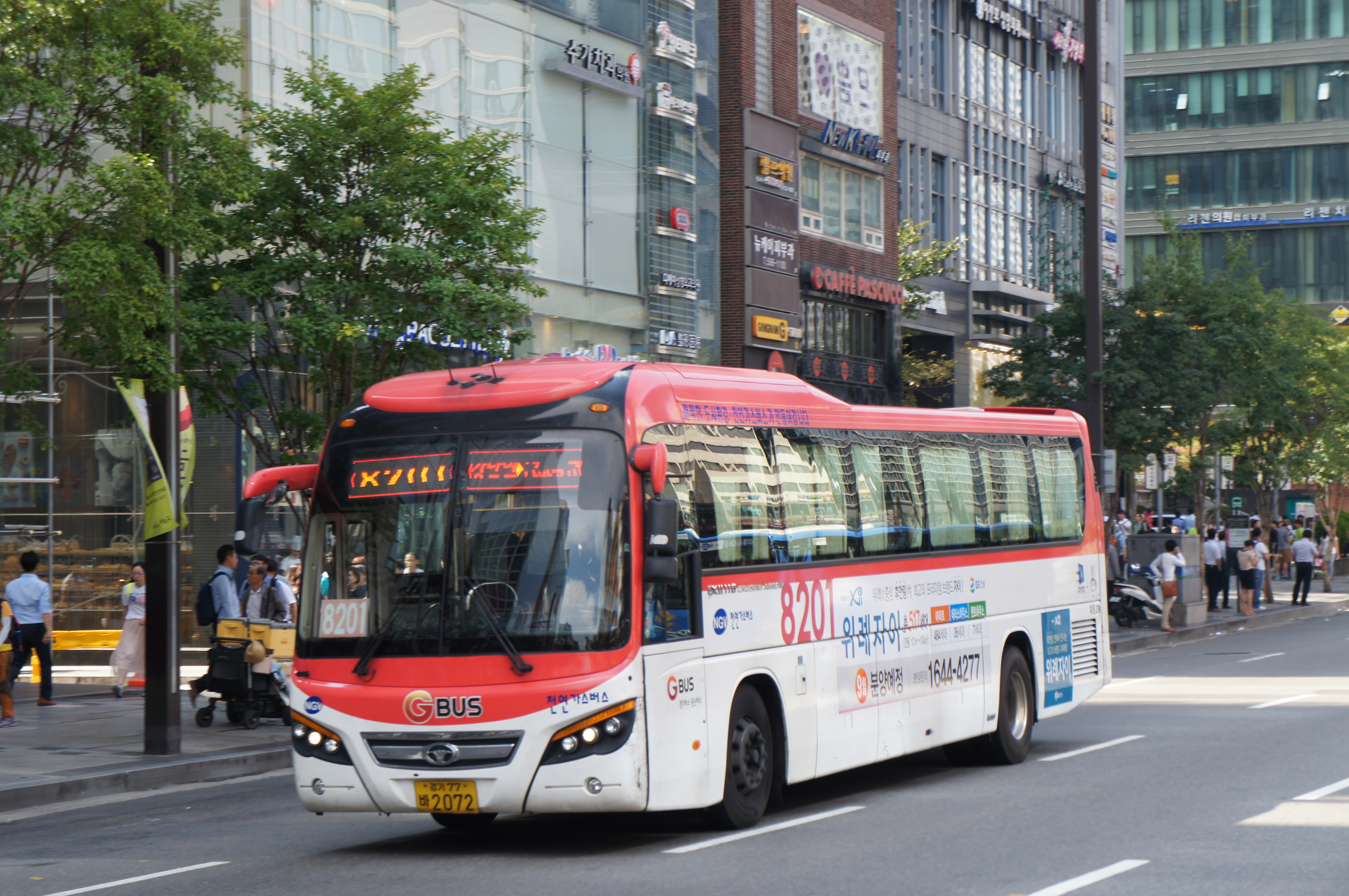
광주시내버스 8201번 (서울, 용인)
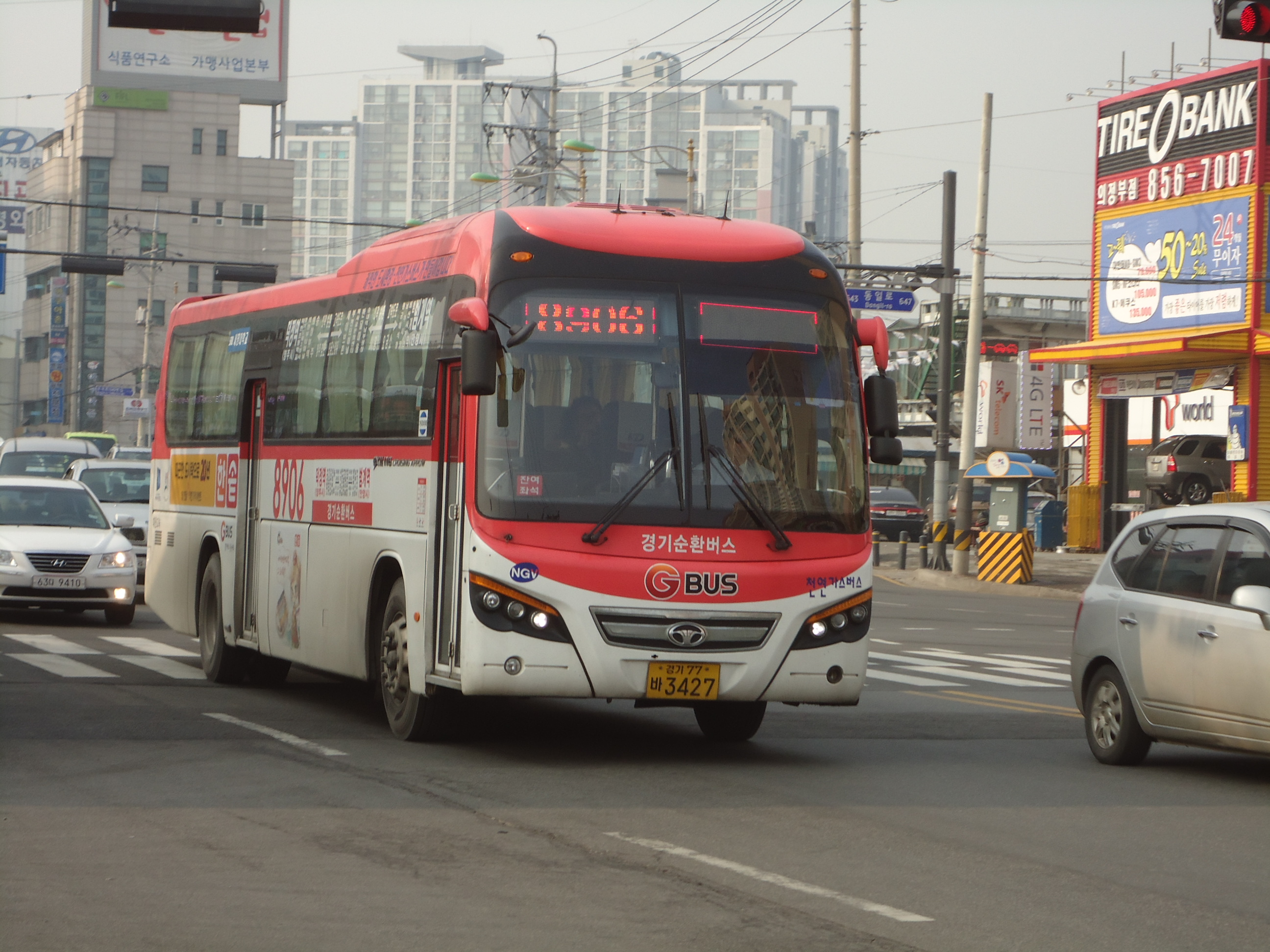
광주시내버스 8906번 (양주, 의정부, 김포, 부천, 시흥, 안양)
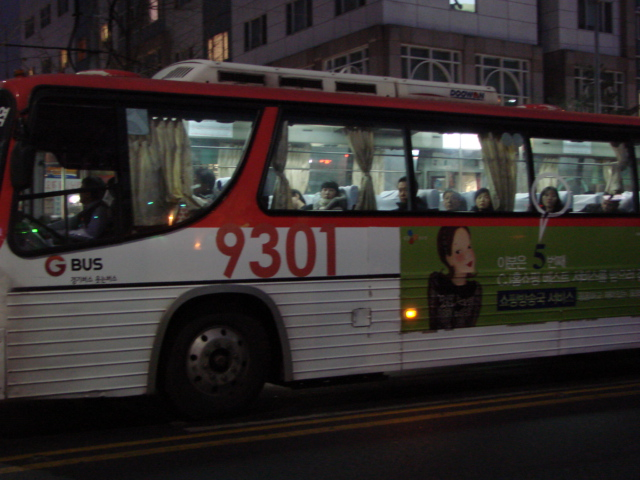
광주시내버스 9301번 (서울, 하남) (대차 전)
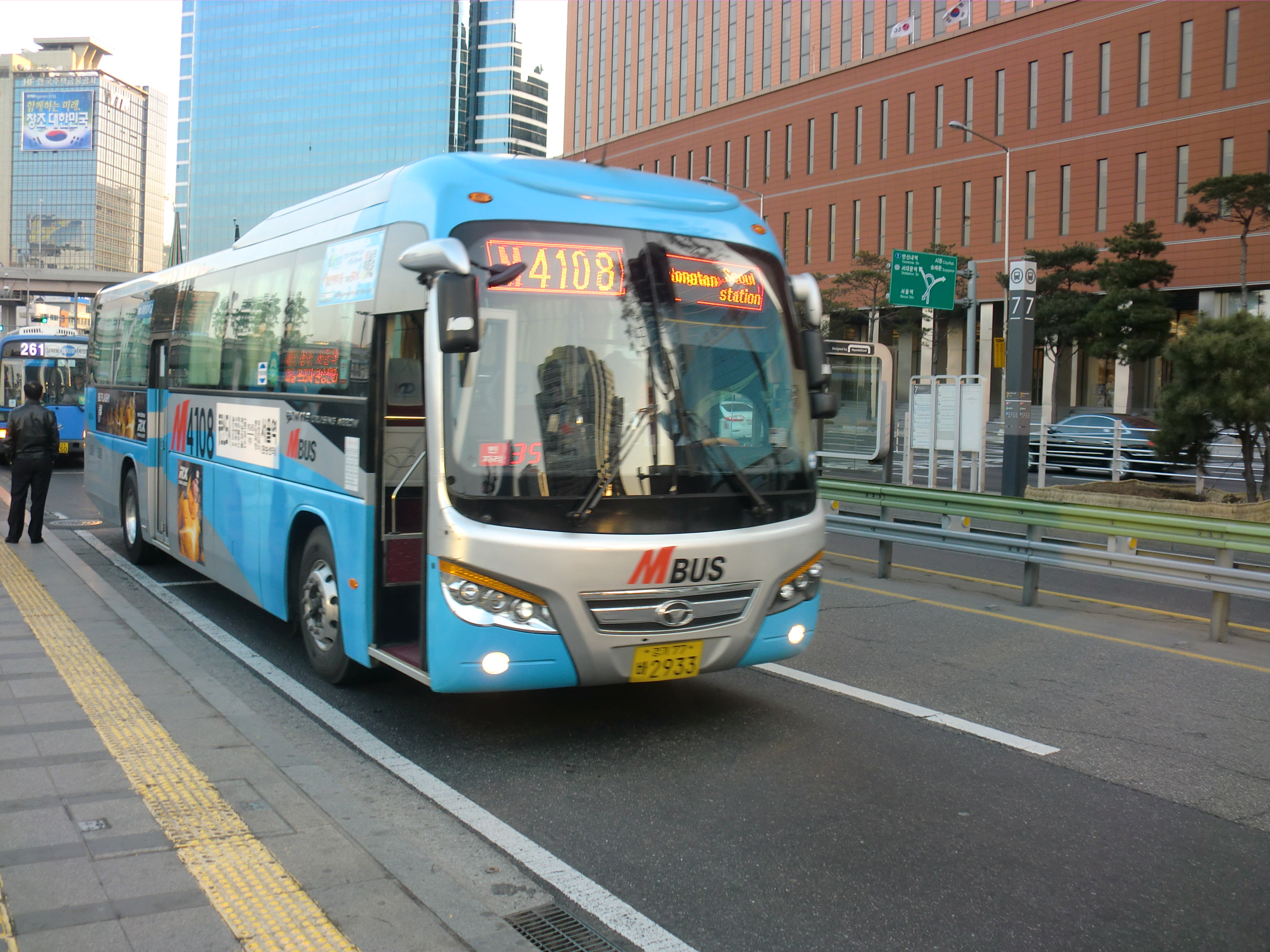
광역급행버스 M4108번 (서울, 화성)
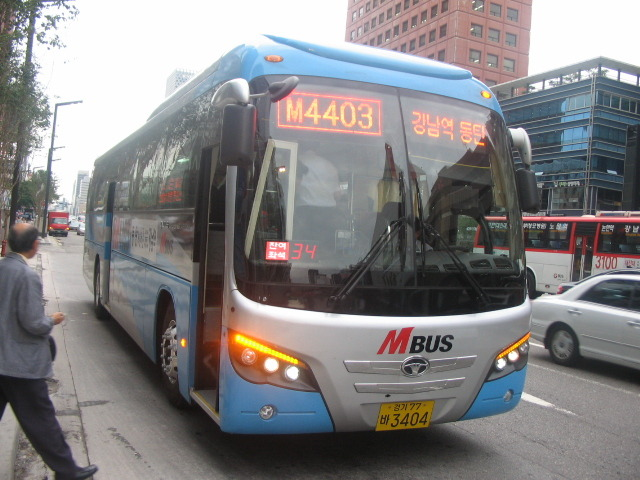
광역급행버스 M4403번 (서울, 화성)
대원고속을 모태로 하는 KD운송그룹 산하 교육 재단인 세명대학교 정문 전경
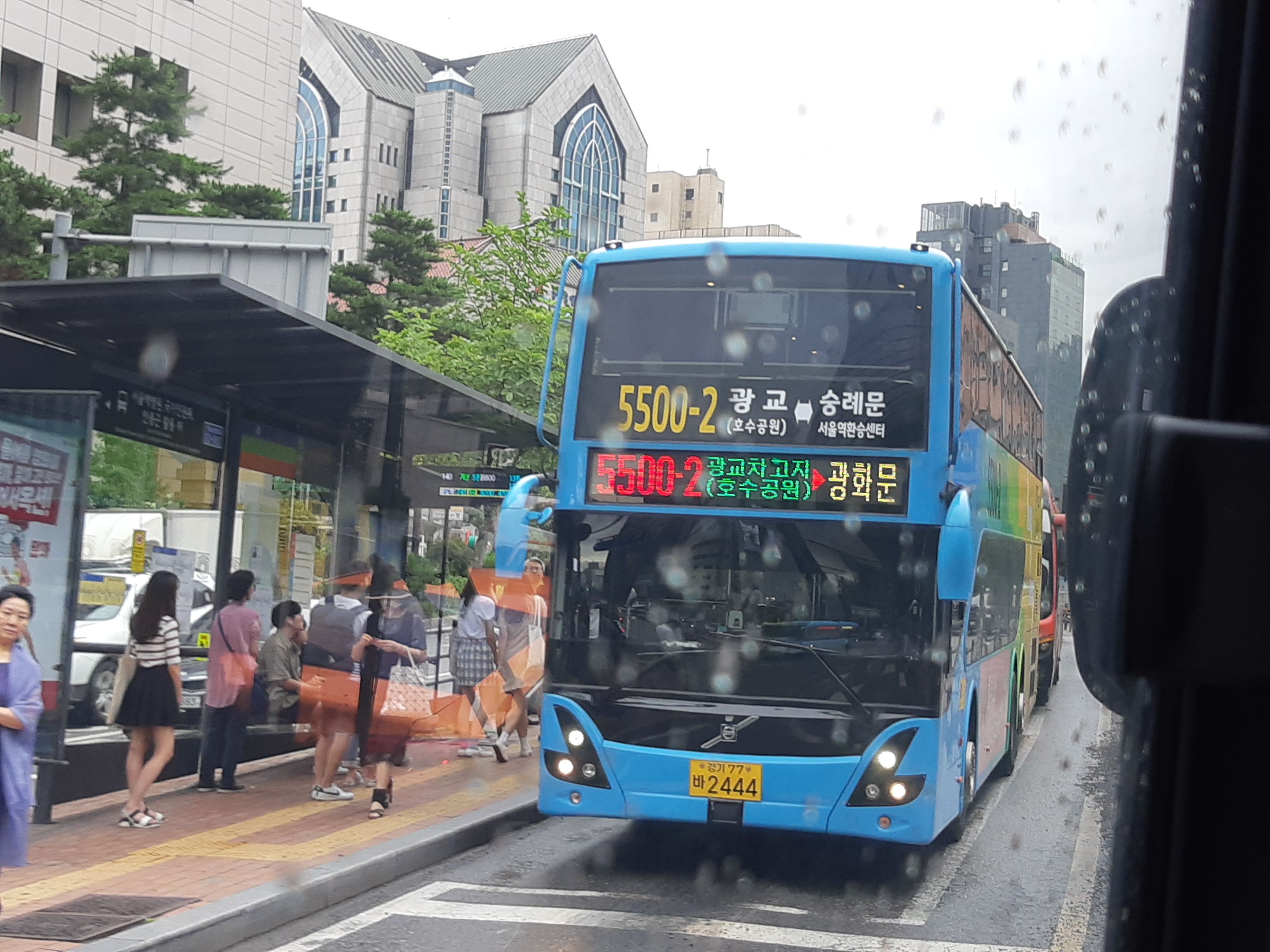
광주시내버스 5500-2번 (2층버스)
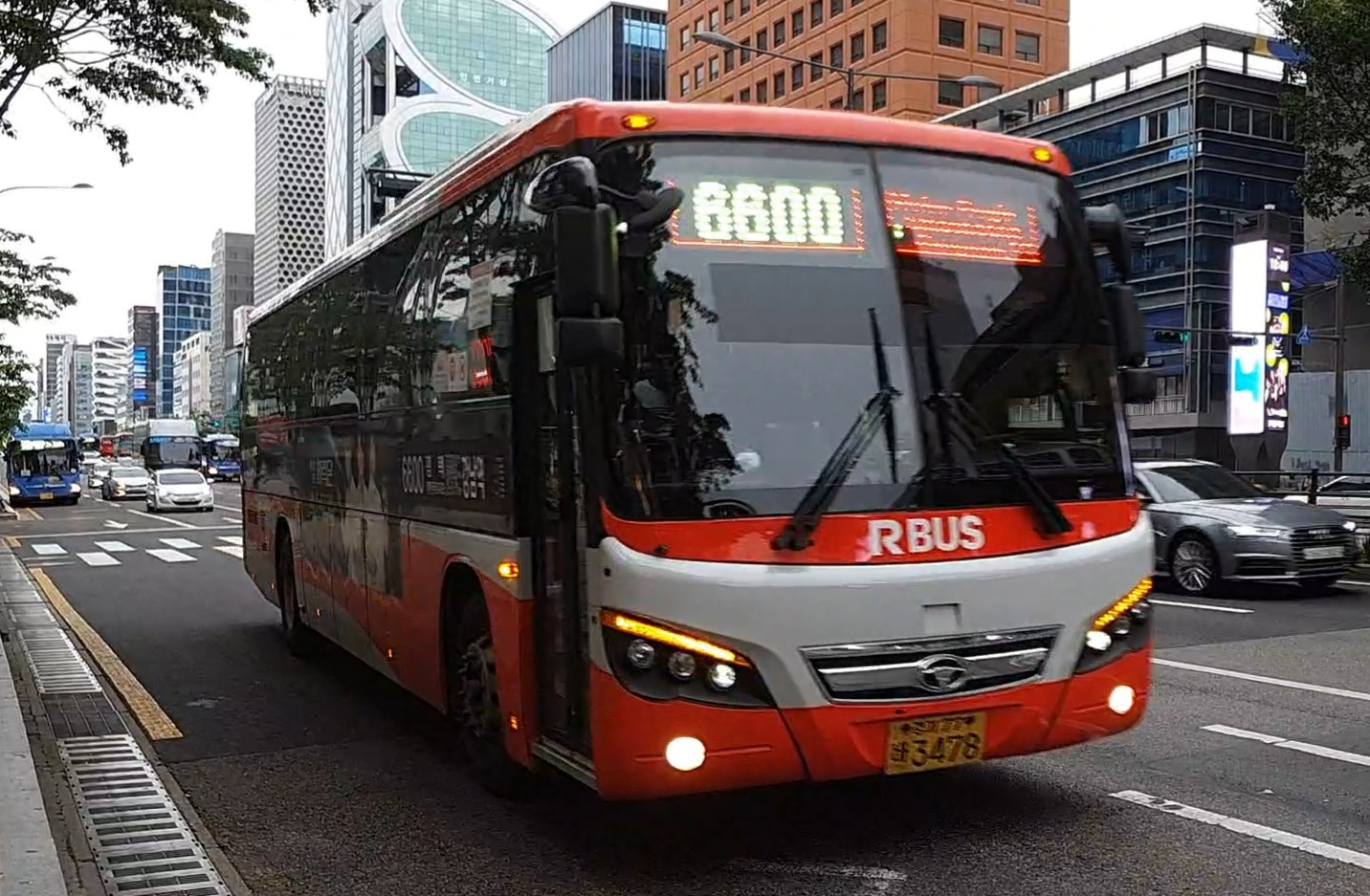
평택 버스 6600
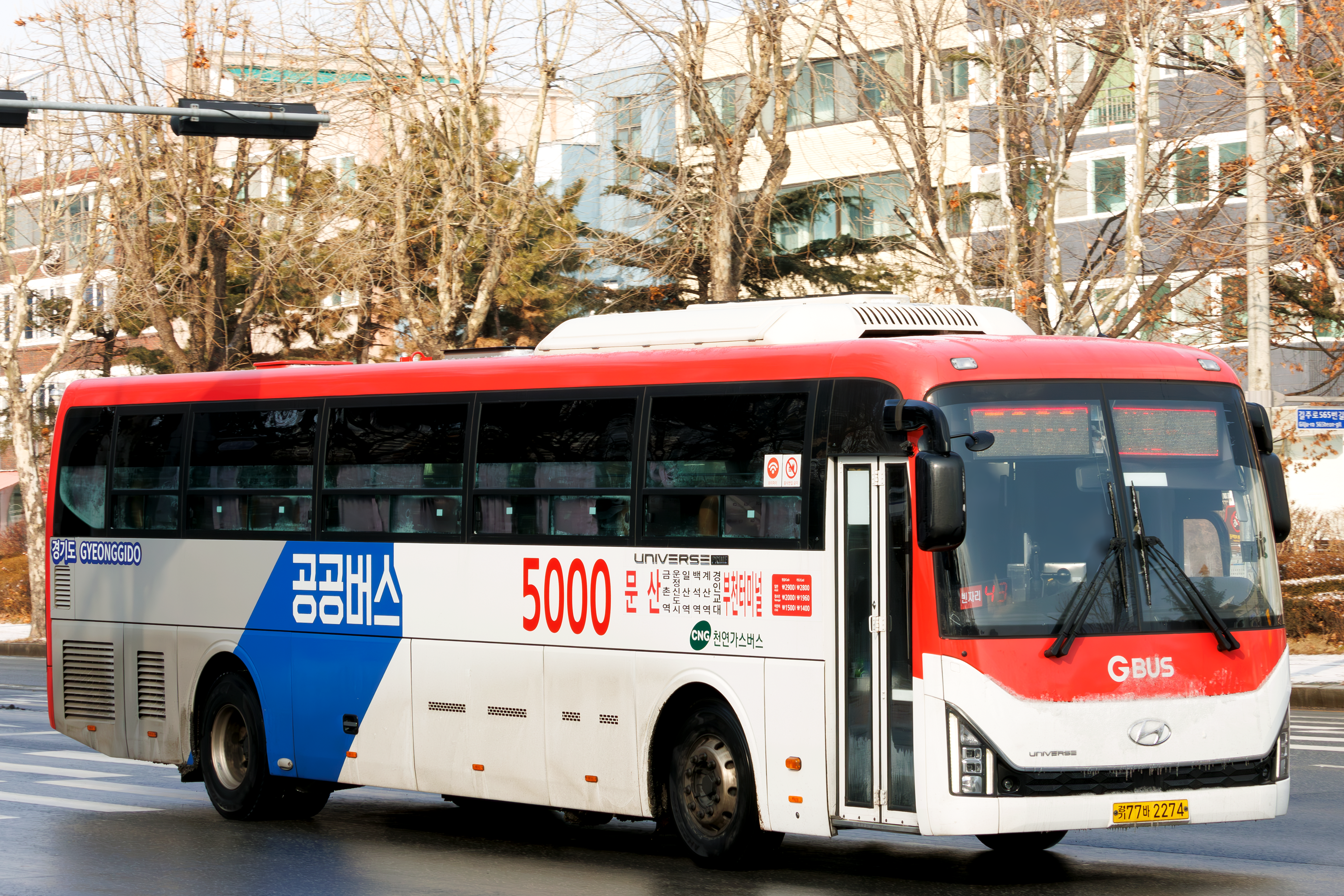
파주시내버스 5000번